# 20.000 besos
20.000 besos es una película argentina de género comedia romántica de 2013, dirigida por Sebastián De Caro y protagonizada por Walter Cornás y Carla Quevedo. Se estrenó en Argentina el 3 de octubre de 2013.

## Sinopsis
Juan (Walter Cornás), es un treintañero que está aburrido de su vida. Hace tiempo que no ve a sus amigos y solo se dedica a su aburrido trabajo y a su novia. Abrumado por esta  rutina, un día decide separarse y hacer un cambio rotundo en su vida. Después de pasar unas noches en la casa de su amigo Goldstein (Gastón Pauls), Juan comienza a ser lo que alguna vez fue: alquila un departamento, se reencuentra con sus amigos y comienza a disfrutar de su vida de divorciado. Pero su jefe (Eduardo Blanco) le asigna un trabajo junto a Luciana (Carla Quevedo), y su vida da otro inesperado vuelco. Lo que al principio parece una tontería se convierte en un amor loco e inesperado.

## Reparto
- Walter Cornás ... Juan
- Carla Quevedo ... Luciana
- Gastón Pauls ... Goldstein
- Alan Sabbagh ... Cinéfilo
- Clemente Cancela ... Lipe
- Laura Azcurra ... Melina
- Laura Cymer ... Andrea Portela
- Eduardo Blanco ... Jefe
- Alberto Rojas Apel ... Escribano

## Taquilla
Alejada desde un comienzo de la lista de los diez películas más taquilleras, en su primer día llevó casi 1000 personas a aproximadamente 10 cines. Luego terminaría su primera semana con 8500 espectadores, y en su segunda semana ganaría más salas, y pasaría los 10 000 espectadores, convirtiéndose en una de las películas chicas nacionales más vistas del año.«“20.000 besos” se estrena en el Espacio INCAA Km 1810». El Patagónico. 12 de noviembre de 2013. Consultado el 7 de junio de 2022. A lo largo de su carrera comercial dentro del país recaudó más de 20 000 espectadores.